# Георгиос Русис
Георгиос Русис (на гръцки: Γεώργιος Ρούσσης) е гръцки учен от XVIII век. Роден е в западномакедонския град Сятища, тогава Османската империя, днес Гърция. Син е на охридския архиепископ Зосим II. Учи гръцки, латински и италиански в университета в Падуа, Италия. Издаван е латинския каталог на гимназията в Падуа. Дядо е на революционера Георгиос Ньоплис.